# فيليب كونولي
فيليب كونولي (بالإنجليزية: Philip Connolly)‏ هو سياسي نيوزلندي، ولد في 14 نوفمبر 1899 في نيوزيلندا، وتوفي في 13 فبراير 1970. حزبياً، نشط في حزب العمال النيوزيلندي. وقد انتخب عضو مجلس النواب نيوزيلندا.